# Штрассер, Эрика
Эрика Штрассер (нем. Erika Strasser; 17 марта 1934, Линц — 30 апреля 2019), в девичестве Вучер (нем. Wutscher) — австрийская легкоатлетка, специалистка по метанию копья. Выступала за сборную Австрии по лёгкой атлетике в 1960-х годах, восьмикратная чемпионка национального первенства, рекордсменка страны, участница двух летних Олимпийских игр. Также известна как спортивный функционер, член Международной любительской легкоатлетической федерации, президент Федерации лёгкой атлетики Австрии.

## Биография
Родилась 17 марта 1934 года в городе Линце, Австрия.
Заниматься лёгкой атлетикой начала в возрасте пяти лет, проходила подготовку в Линце в местном одноимённом клубе.
Первого серьёзного успеха в метании копья добилась в сезоне 1959 года, когда впервые стала чемпионкой Австрии в данной дисциплине и установила национальный рекорд Австрии (48,99), превзойдя продержавшееся более десяти лет достижение Хермине Баума. В общей сложности в течение своей спортивной карьеры Штрассер семь раз выигрывала австрийское национальное первенство в метании копья (1959, 1961—1963, 1965, 1967, 1969), а также один раз была лучшей в эстафете 4 × 100 метров (1963).
Дебютировала на крупных международных соревнованиях в 1960 году, когда вошла в основной состав австрийской национальной сборной и благодаря череде удачных выступлений удостоилась права защищать честь страны на летних Олимпийских играх в Риме — с результатом 43,80 метра заняла в квалификации 17 место и не смогла пройти в финальную стадию.
После римской Олимпиады Штрассер осталась в составе легкоатлетической команды Австрии и продолжила принимать участие в крупнейших международных турнирах. Так, в 1962 году она побывала на чемпионате мира в Белграде, где с результатом 49,90 метра стала шестой.
В 1966 году на европейском первенстве в Будапеште метнула копьё на 49,26 метра и расположилась в итоговом протоколе соревнований на восьмой строке.
Находясь в числе лидеров австрийской национальной сборной, благополучно прошла отбор на Олимпийские игры 1968 года в Мехико, однако здесь провалила все три свои попытки и не показала никакого результата.
Завершив спортивную карьеру, проявила себя как спортивный функционер. В 1976 году была избрана в женский комитет Международной любительской легкоатлетической федерации, в 1985—1994 годах занимала должность президента Федерации лёгкой атлетики Австрии, участвовала в работе Австрийского олимпийского комитета.
Была замужем за журналистом Лео Штрассером (1928—2013), работавшим в газетах Linzer Volksblatt и Oberösterreichische Nachrichten. Имела сына Кристиана.
Умерла 30 апреля 2019 года в возрасте 85 лет.